# إلسا أندرسون
إلسا أندرسون (بالسويدية: Elsa Andersson) هي طيارة سويدية، ولدت في 27 أبريل 1897 في Strövelstorp ‏ في السويد، وتوفيت في 22 يناير 1922 في Askersund ‏ في السويد بسبب حوادث الطيران.